# 3dbyen
3DByen var et interaktivt chatsted, der blev opkøbt i 2003 af den nuværende ejer Jakob Bruun og hans fætter Mark Kubert. Chatten åbnede d. 11. marts 2003.
Chatten var, som navnet indikerer, en 3D-by, hvor man kunne færdes og tjene credits (10 credits i timen). Der var rig mulighed for at købe og sælge ting i de mange forskellige butikker: I flæng kan nævnes: Møbelforretningen, Felia shoppen og Elektro shoppen. Man kan også modificere sin egen bruger, ved at købe specielt hår, briller, tøj og lignende. Når man opnår et bestemt level, kunne man investere sine credits i aktier, og alt efter, hvordan det gik, tjene/tabe credits.

## Lukning
3DByens ejer, Jakob Bruun, havde ikke længere tid til at holde chatten oppe mere og efter flere mislykkede forsøg på at øge aktiviteten på selve chatten, valgte han at lukke chatten d. 22. juni 2011, ved 23:00 tiden.

## Ekstern henvisning
- 3DByen.dk Arkiveret 29. januar 2008 hos  Wayback Machine